# Ludwik Szopa
Ludwik Roman Szopa (ur. 23 sierpnia 1909 we Lwowie, zm. 30 kwietnia 1976 we Wrocławiu) – polski lekarz weterynarii, nauczyciel akademicki związany z Wyższą Szkołą Rolniczą we Wrocławiu.

## Życiorys
Urodził się 23 sierpnia 1909 roku we Lwowie, gdzie spędził swoje dzieciństwo i wczesną młodość. Po zakończeniu II wojny światowej przeniósł się na Dolny Śląsk, gdzie studiował na Wydziale Weterynaryjnym Uniwersytetu i Politechniki we Wrocławiu, uzyskując w kwietniu 1951 roku dyplom lekarza weterynarii. Jeszcze przed ukończeniem studiów pracował na stanowisku młodszego asystenta, a następnie w styczniu 1951 roku awansował na stanowisko starszego asystenta w Wyższej Szkole Rolniczej we Wrocławiu, wyodrębnionej w tym samym czasie ze struktur uniwersytetu i politechniki.
Stopień naukowy doktora nauk weterynaryjnych otrzymał w 1952 roku na swoim macierzystym wydziale. W sierpniu 1968 roku dostał stanowisko docenta etatowego. Odbył także kilkumiesięczny staż naukowy w Instytucie Drobiarstwa w Zagorsku, Borki k. Kijowa i Krasne na Krymie. Wyjeżdżał też kilka razy do Brna, Ivanki pri Dunaji oraz do Instytutu Drobiarstwa w Merbitz. Zapraszano go również na krajowe wystawy drobiarskie w charakterze sędziego głównego.
W latach 1952–1974 był kierownikiem Katedry Hodowli Drobiu na Wydziale Zootechnicznym Wyższej Szkoły Rolniczej we Wrocławiu. Od września do października 1952 roku pełnił funkcję prodziekana, a od 1 listopada 1952 roku do 31 lipca 1954 roku dziekana Wydziału Zootechnicznego WSR we Wrocławiu.
Należał do aktywnych członków Polskiego Oddziału Stowarzyszenia Wiedzy Drobiarskiej. Okresowo pełnił funkcję kierownika Wojewódzkiego Ośrodka Weterynaryjnego we Wrocławiu, działał także w Dolnośląskim Związku Hodowców i Producentów Drobiu, przez kilka lat był komendantem Dolnośląskiej Chorągwi Harcerzy. Był opiekunem Studenckiego Koła Amatorów Plastyków. Pod jego opieką naukową wyszło kilkanaście prac magisterskich. Należał do prekursorów wprowadzenia bateryjnego systemu utrzymania drobiu w warunkach krajowych, za co otrzymał nagrodę Ministra Szkolnictwa Wyższego. 
Do jego najważniejszych prac należą:
- Ćwiczenia z higieny środków spożywczych, Wrocław 1952,
- Wybrane wiadomości z weterynarii dla zootechników, Warszawa-Poznań 1954.

Zmarł 30 kwietnia 1976 roku we Wrocławiu i został pochowany 5 maja 1976 roku na cmentarzu komunalnym przy ul. Grabiszyńskiej we Wrocławiu (pole 3-21-186).